# Magda Frank

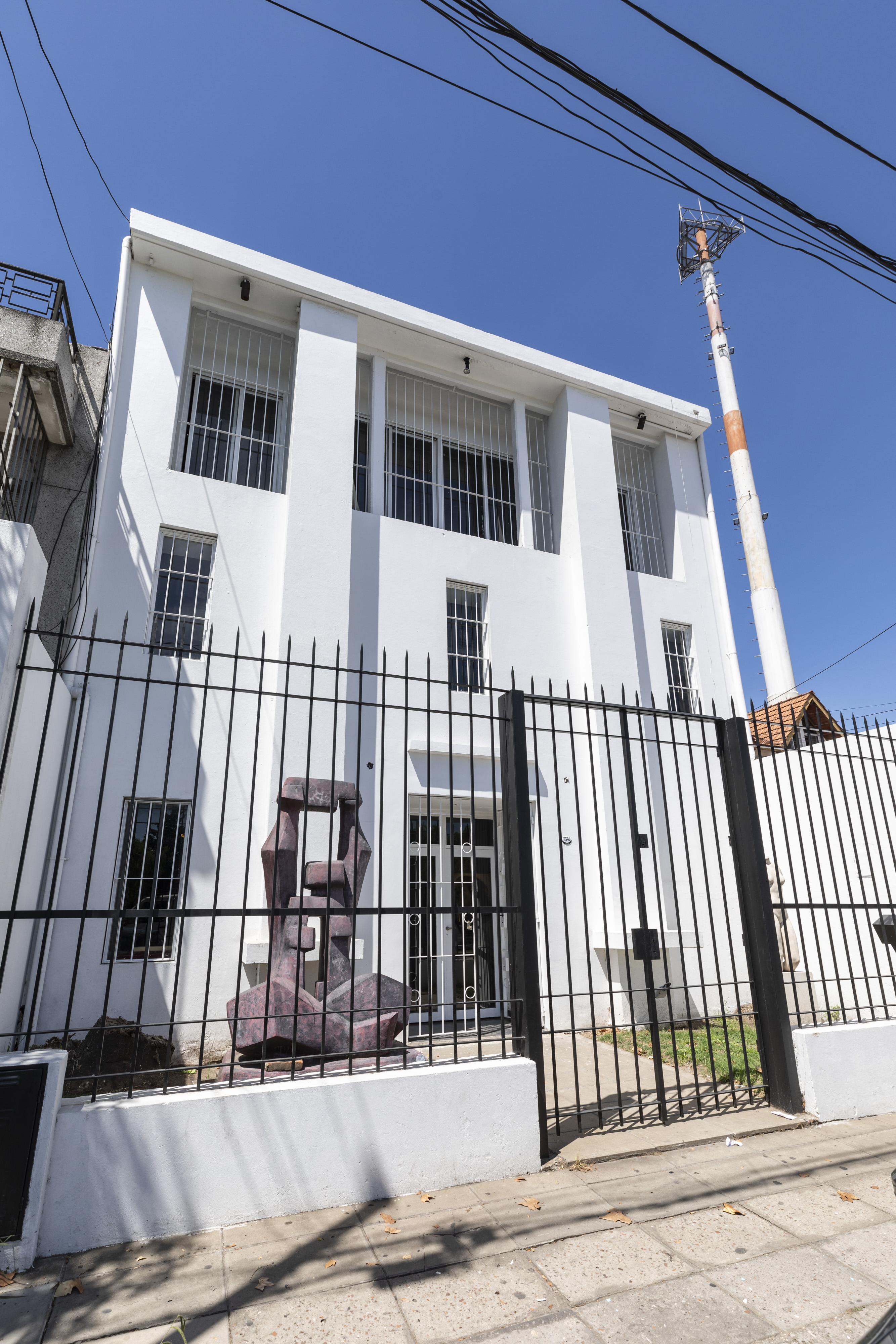
Museo Magda Frank, a Buenos Aires, Argentina.

Magda Frank Fischer (Kolozsvár, 20 luglio 1914 – Buenos Aires, 23 giugno 2010) è stata una scultrice ungherese naturalizzata argentina.

## Biografia
È nata a Kolozsvár, in Transilvania. A causa della persecuzione nazista, lasciò l'Ungheria per stabilirsi in Svizzera. Anni dopo, si trasferì a Parigi per studiare all'Académie Julian.
Nel 1950, arrivò a Buenos Aires, in Argentina, per visitare suo fratello, il suo unico membro vivente della famiglia. È stata nominata professoressa presso l'Artes Visuales di Buenos Aires. Ha ricevuto il premio Benito Quinquela Martín al Museo Eduardo Sívori ed è stata onorata dal Senato argentino. Le sue opere fanno parte delle collezioni del Museo d’arte moderna di Parigi, il Museo di Belle Arti di Parigi, e del Museo di Belle Arti di Buenos Aires. Nel 1995, la Frank si è risistemata in Argentina e costruì il Magda Frank House Museum nel barrio de Saavedra.
Morì a Buenos Aires nel 2010.